# Groene vlagstaartpapegaai
De groene vlagstaartpapegaai (Prioniturus luconensis) is een papegaaiachtige. Het is een bedreigde, endemische vogelsoort in de Filipijnen.
De Filipijnse naam voor deze vogel is Kaguit.

## Kenmerken
Deze vogel wordt inclusief staart 30 centimeter lang. Het mannetje van de groene vlagstaartpapegaai is helemaal geel-groen gekleurd. De onderzijde en kop zijn iets valer. De twee middelste staartveren zijn wat langer met aan het einde zwarte rackets. Het vrouwtje is donkerder en minder gelig, terwijl de staart-veren iets korter zijn. Een juveniel heeft geen rackets aan de staart.

## Verspreiding en leefgebied
De vogel komt voor op de eilanden Luzon en Marinduque. De groene vlagstaartpapegaai is te vinden in de boomtoppen (en iets daaronder) van laaglandbossen (tot een hoogte van 1000 m, meestal tussen de 300 en 700 m), in zowel ongerept regenwoud als meer aangetast bos.

## Voortplanting
Er zijn jonge exemplaren waargenomen in mei. Over het nest en de eieren in het wild is niets bekend.

## Status
De groene vlagstaartpapegaai heeft een beperkt verspreidingsgebied en daardoor is de kans op uitsterven aanwezig. De grootte van de populatie werd in 2014 door BirdLife International geschat op minder dan 2500 volwassen individuen en de populatie-aantallen nemen af door habitatverlies. Het leefgebied wordt aangetast door ontbossing waarbij natuurlijk bos wordt omgezet in gebied voor agrarisch gebruik. Daarnaast worden veel vogels (illegaal) gevangen voor de handel. Om deze redenen staat deze soort sinds 2014 als bedreigd op de Rode Lijst van de IUCN.
Er gelden wel beperkingen voor de handel in deze papegaai, want de soort staat in de Bijlage II van het CITES-verdrag.